# Фонтне ле Пенел
Фонтне ле Пенел (фр. Fontenay-le-Pesnel) насеље је и општина у северној Француској у региону Доња Нормандија, у департману Калвадос која припада префектури Кан.
По подацима из 2011. године у општини је живело 1002 становника, а густина насељености је износила 99,5 становника/km². Општина се простире на површини од 10,07 km². Налази се на средњој надморској висини од 80 метара (максималној 114 m, а минималној 51 m).

## Демографија
| 1962. | 1968. | 1975. | 1982. | 1990. | 1999. | 2011. |
| ----- | ----- | ----- | ----- | ----- | ----- | ----- |
| 462   | 475   | 449   | 828   | 902   | 938   | 1.002 |

График промене броја становника у току последњих година